# Livezi (okręg Mehedinți)
Livezi – wieś w Rumunii, w okręgu Mehedinți, w gminie Florești. W 2011 roku liczyła 61 mieszkańców.